# OFK Lauš
OFK Lauš bosanskohercegovački je nogometni klub iz Lauša, jednog od gradskih naselja Banja Luke.
Trenutačno se natječe u Drugoj lige RS – Zapad, trećem rangu bosanskohercegovačkog nogometnog sustava. 

## Povijest
Klub je osnovan 27. rujna 1953. godine kao športsko društvo Rudar.

## Vanjske poveznice
- fsrs.org
- sportdc.net
- srbijasport.net